# Roser Tarragó
Roser Tarragó (n. 25 martie 1993, Mataró, Catalonia, Spania) este o sportivă ce a reprezentat Spania, medaliată olimpică. A participat la 3 ediții ale Jocurilor Olimpice (2012, 2016, 2020) în care a câștigat două medalii de argint.